# Junior Bridgeman
Ulysses Lee "Junior" Bridgeman (East Chicago, 17 de setembro de 1953 – Louisville, 11 de março de 2025) foi um empresário americano e jogador de basquete profissional.

## Carreira no ensino médio
Nascido em East Chicago, Indiana, Bridgeman era membro do time de basquete de 1971 do East Chicago Washington High School, que ficou invicto (29-0) e venceu o campeonato estadual de basquete do estado de Indiana.
Entre seus companheiros de equipe estavam seu irmão Sam, Pete Trgovich (que jogou na UCLA) e Tim Stoddard (Carolina do Norte), que continuaria tendo sucesso como arremessador da Major League Baseball.

## Carreira na faculdade
Bridgeman frequentou a Universidade de Louisville, jogando sob o comando do treinador Denny Crum.
Bridgeman foi o Jogador do Ano da Missouri Valley Conference em 1974 e 1975.
Bridgeman levou Louisville ao Torneio da NCAA de 1974 em seu segundo ano. Em seu último ano, ele levou a equipe às quartas de final do Torneio da NCAA de 1975, onde perderam para o eventual campeão da NCAA, UCLA, por 75-74 na semifinal nacional.
Em sua carreira universitária em Louisville, Bridgeman obteve uma média de 15,5 pontos, 7,6 rebotes e 2,7 assistências em 87 jogos na carreira.

## Carreira na NBA
Bridgeman foi selecionado pelo Los Angeles Lakers no Draft de 1975 na 1ª Rodada (número 8 da seleção geral). Em 16 de junho de 1975, o dia do draft, Bridgeman estava envolvido em uma troca histórica. Bridgeman foi negociado pelo Los Angeles Lakers, junto com David Meyers, Elmore Smith e Brian Winters, para o Milwaukee Bucks por Kareem Abdul-Jabbar e Walt Wesley.
Como novato em Milwaukee na temporada de 1975-76, sob o comando do técnico Larry Costello, Bridgeman teve média de 8,6 pontos, 3,6 rebotes e 1,9 assistências.
Na temporada de 1976–77, Costello foi demitido por Milwaukee depois de um começo de 3-15, Don Nelson, que foi jogador do Boston Celtics, foi contratado como treinador. Bridgeman melhorou e teve médias de 14,4 pontos, 5,1 rebotes e 2,5 assistências. Nelson e Bridgeman permaneceriam juntos pelas próximas oito temporadas.
Bridgeman foi utilizado pelo treinador Nelson como complemento aos companheiros de equipe Bob Dandridge, Marques Johnson, Sidney Moncrief, Bob Lanier, Quinn Buckner, Myers, Winters e Mickey Johnson durante seu mandato em Milwaukee, já que o Bucks tinha equipes poderosas, conquistando vários títulos de divisão (1980 1981, 1982, 1983, 1984).
Após nove temporadas em Milwaukee, em 29 de setembro de 1984, Bridgeman foi negociado pelo Milwaukee Bucks, junto com Harvey Catchings e Marques Johnson, para o Los Angeles Clippers por Terry Cummings, Craig Hodges e Ricky Pierce. Depois de passar dois anos em Los Angeles, ele voltou a Milwaukee por mais uma temporada antes de se aposentar em 1987. Ele jogou em 711 jogos pelos Bucks, ainda o mais número na história da franquia.
Em sua carreira de 12 anos na NBA, Bridgeman marcou 11.517 pontos no total. Ele foi o sexto homem na maior parte de sua carreira, com médias de dois dígitos na pontuação por nove temporadas consecutivas. Em sua carreira no Milwaukee Bucks (1975-1984, 1986-1987) e no Los Angeles Clippers (1984-1986), Bridgeman jogou em 849 jogos no total da NBA com média de 13,6 pontos, 3,5 rebotes e 2,6 assistências, disparando 47% dos jogadores. piso e 84% da linha.

## Carreira corporativa
Durante os períodos de férias de sua carreira, Bridgeman trabalhou e aprendeu o modelo de negócios da franquia de restaurantes de fast food, Wendy. Depois de se aposentar da NBA, ele investiu na franquia e, eventualmente, possuía mais de 100 restaurantes diferentes de Wendy's e Chili's, antes de vender em 2016.
Como presidente e CEO da Bridgeman Foods Inc, em 2017, Bridgeman se tornou engarrafador da The Coca-Cola Company, e em 2018 assinou uma carta de intenção de comprar operações de engarrafamento no Canadá.

## Pessoal
Bridgeman foi membro da fraternidade Alpha Phi Alpha.
Em 2008, a PGA of America nomeou Bridgeman para atuar no Conselho de Administração da PGA.
O Hall da Fama do Basquete nomeou Bridgeman para o conselho de governadores em 2010.
Em 2016-2017, Bridgeman foi nomeado e serviu no Conselho de Administração da Universidade de Louisville.
Bridgeman foi membro da Igreja Cristã do Sudeste de Louisville.
Bridgeman morreu em 11 de março de 2025, em Louisville, após sofrer um ataque cardíaco em um evento no Galt House Hotel.

## Honras
- A camisa número 2 foi aposentada pelo Milwaukee Bucks em 1988.
- Em 1999, Bridgeman foi introduzido no Hall da Fama do Wisconsin Athletic.[19]
- Bridgeman foi introduzido no Hall da Fama da Faculdade de Artes e Ciências da Universidade de Louisville em 2007.[20]
- Em 2009, Bridgeman foi introduzido no Hall da Fama do Missouri Valley Conference.[21]
- Em 2014, Bridgeman foi introduzido no Hall da Fama dos Empresários de Kentucky.[22]
- Em 2019, Bridgeman recebeu o prêmio Gold Cup da Greater Louisville Inc. em homenagem a suas contribuições comerciais e envolvimento da comunidade.[23]